# Kanton Pontailler-sur-Saône
Kanton Pontailler-sur-Saône (francouzsky Canton de Pontailler-sur-Saône) je francouzský kanton v departementu Côte-d'Or v regionu Burgundsko. Tvoří ho 19 obcí.

## Obce kantonu
- Binges
- Cirey-lès-Pontailler
- Cléry
- Drambon
- Étevaux
- Heuilley-sur-Saône
- Lamarche-sur-Saône
- Marandeuil
- Maxilly-sur-Saône
- Montmançon
- Perrigny-sur-l'Ognon
- Pontailler-sur-Saône
- Saint-Léger-Triey
- Saint-Sauveur
- Soissons-sur-Nacey
- Talmay
- Tellecey
- Vielverge
- Vonges